# Schloss Wolfsegg

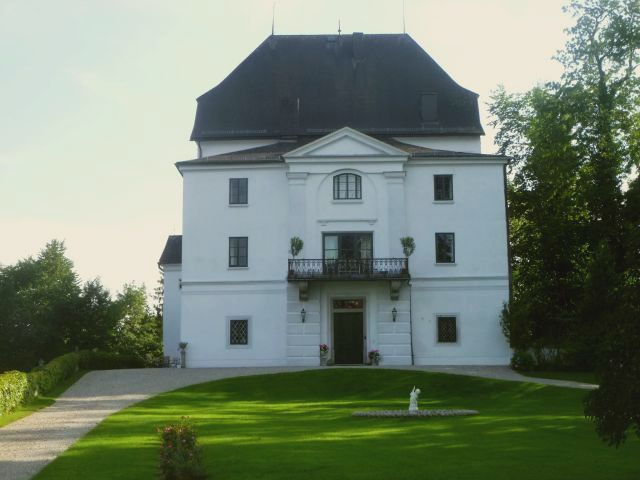
Schloss Wolfsegg

Das Schloss Wolfsegg befindet sich im Hausruck in der Gemeinde Wolfsegg im Bezirk Vöcklabruck.

## Geschichte

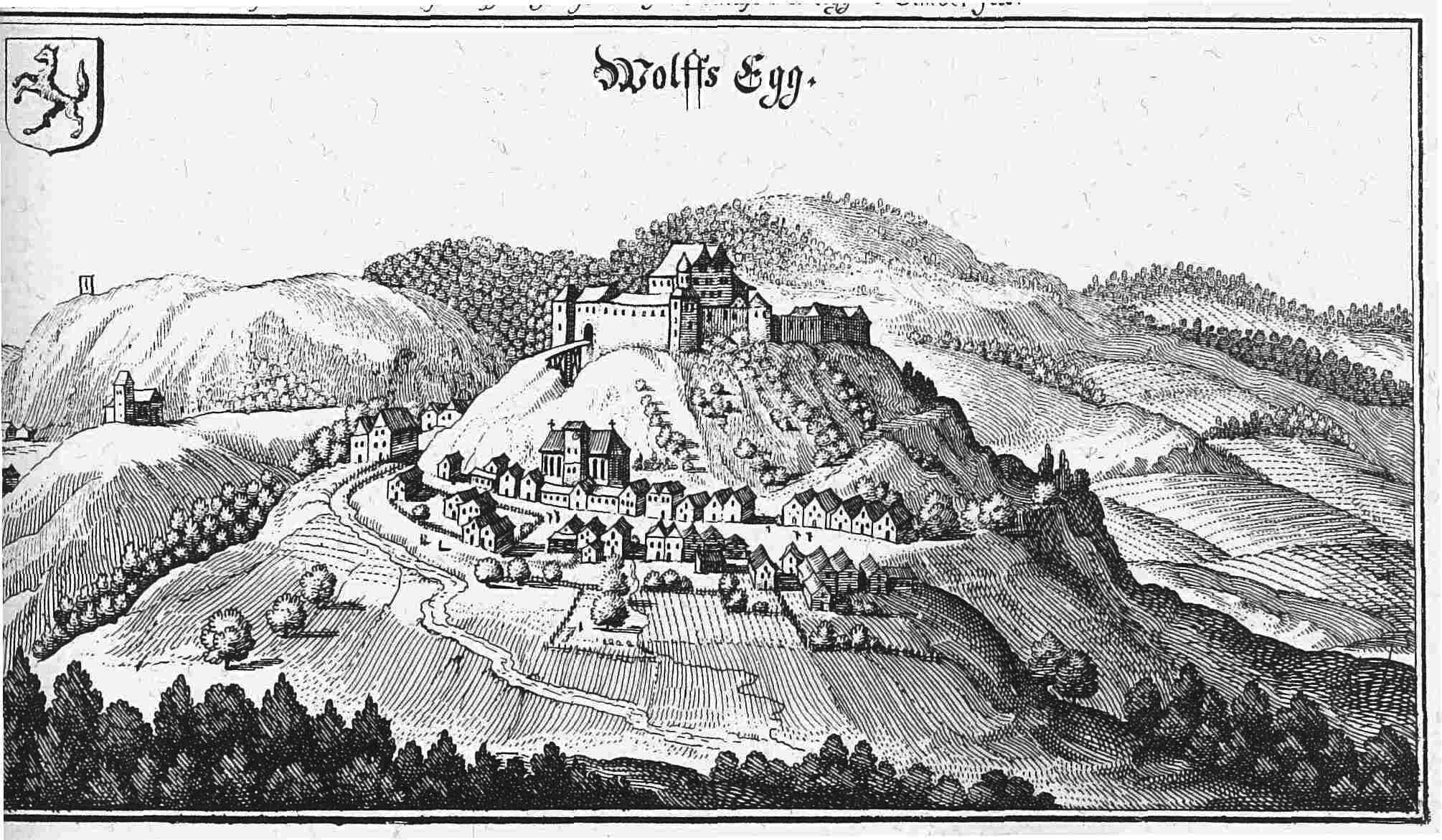
Schloss Wolfsegg nach einem Stich von Matthäus Merian von 1656

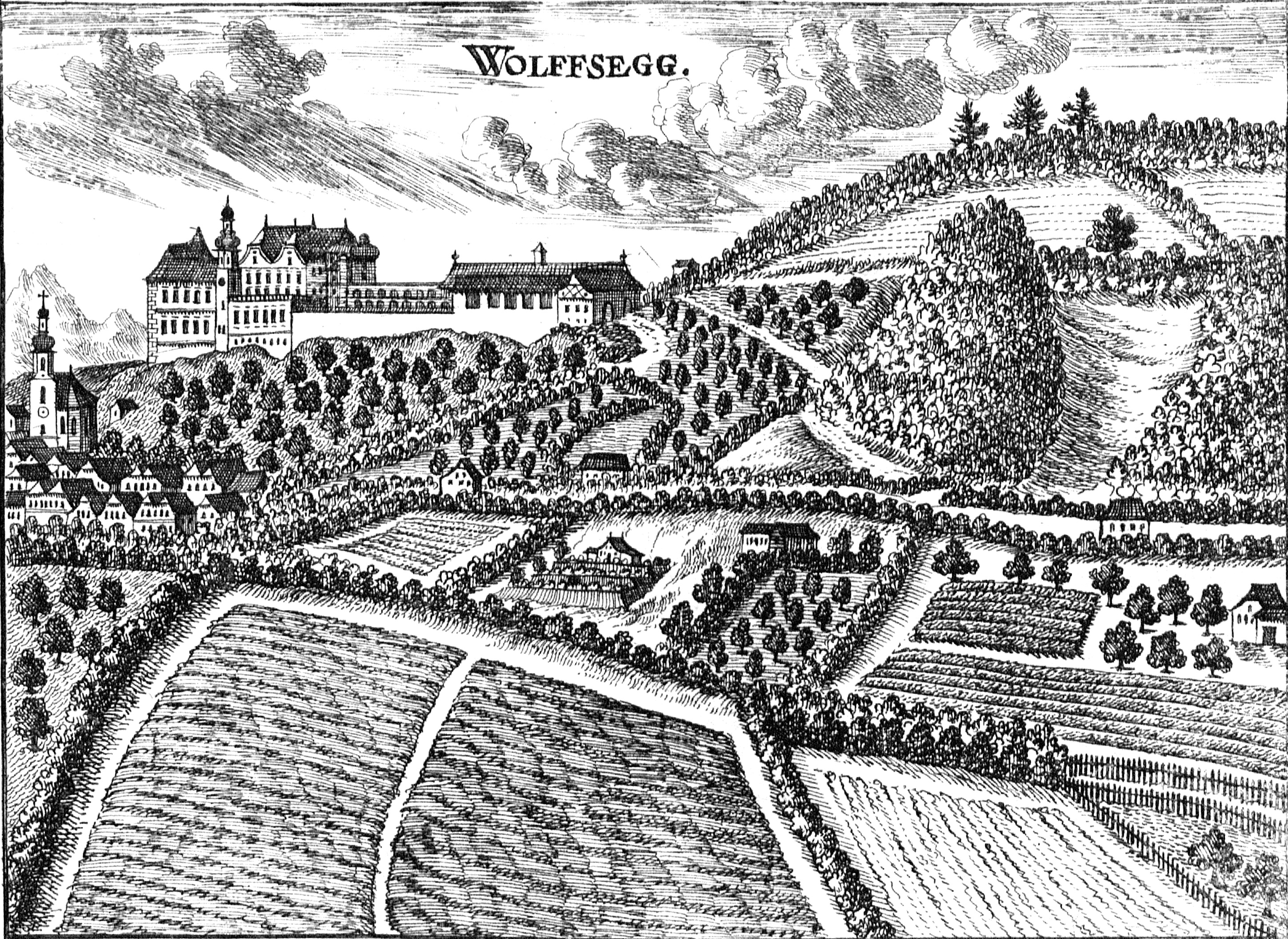
Schloss Wolfsegg nach einem Stich von Georg Matthäus Vischer von 1674

Wolfsegg führte früher den Namen „Hausruck“ nach dem Geschlecht der Hausrucker. 1120 wird Hadmar I. von Hausruck urkundlich erwähnt. Sein Sohn Heinrich de Husrucke wird in einer Urkunde 1135 genannt. Nachfolger wurden die Wolfsecker. Der erste von diesen war Aribo, dann folgte der 1191 urkundlich erwähnte Chunradus de Wolvesekke, der ein Ministeriale der Markgrafen von Steyr war. Weitere Wolfsecker waren Helwiga (1185), Adelhaid (1185), Hadmar II. (1220), Christina (1260), Otto (1277), Ortlof (1277) und Christian. Der letzte im Mannesstamm dieser Familie und Lehensträger der Salzburger Erzbischöfe, Christian von Wolfsegg, verstarb im Jahr 1321. Er hatte seinen Besitzanteil 1291 an Herzog Albrecht I. von Österreich verkauft. Das Besitzrecht war zu seiner Zeit bereits geteilt: Eine Hälfte gehörte seiner Schwester, die es als Heiratsgut in die Ehe mit Albero von Pollheim einbrachte. Dieser Anteil wurde den Weißbergern zum Lehen gegeben; die andere Hälfte fiel an das Erzbistum Salzburg, welche damit 1321 die Schaunberger belehnten. 1326 verkaufte Dietrich von Weißenberg seinen Anteil an Herzog Friedrich den Schönen, obwohl er ihn 1321 dem Salzburger Erzbischof „aufgesandt“ und als Schaunberger Lehen zurückerhalten hatte. Dieser Lehensstreit wurde durch ein Schiedsgericht 1328 bereinigt. 1369 kam Wolfsegg endgültig unter die Herrschaft der Habsburger, die es durch Pfleger verwalten ließen, wenn es nicht gerade verpfändet war. 1405–1410 war Wolfsegg an Reinprecht II. von Walsee verpfändet.
König Ladislaus belehnte 1455 Jörg Perkheimer mit dem Besitz Wolfsegg. Diese Belehnung wurde durch Herzog Albrecht VI. in eine Perkheimersche Pfandschaft umgewandelt. 1488 wurde Kaspar Perkheim von Kaiser Friedrich III. beauftragt, den schwunghaften Salzschmuggel zu unterbinden. Da dieser diesem Befehl aber nicht hinreichend nachkam, wurde seine Pfandschaft vom Kaiser aufgelöst. Es folgte Hilprand Jörger als Pfleger. Kaiser Maximilian I. verpfändete Wolfsegg 1500 an Caspar von Retschan († 1545), der später von Johann von Senftenau abgelöst wurde. Cosmas Gienger von und zu von Grienpichel kam 1566 in den pfandweisen Besitz der Burg, die später in sein Eigentum überging. Nach dem Tode von Hans Adam Gienger von Wolfseck († 1621/23) erbte seine Tochter Ursula Wolfsegg.
Wolfsegg war auch von Kriegsereignissen betroffen. Am 19. November 1626 wurde das von Bauern besetzte Schloss durch General von Pappenheim erstürmt. 1632 wurde das Schloss während der Oberösterreichischen Bauernaufstände gestürmt und schwer beschädigt. Christoph von Khevenhüller vertrieb die Bauern wieder.
Die Burg ist zur Zeit der Gienger bereits zu einem Schloss umgebaut worden. Diese brachte den Besitz als Heiratsgut in die Ehe mit Josef Pfliegl (Pflügl) von und zu Goldenstein, kurbayrischer Kammerrat und Vicedominus, ein. Durch die Heirat der Tochter des Johann Baptist Pfliegl, Eleonore Isabella Anna, kam Wolfsegg an Mathias Castner von Sigmundslust. Nach dessen Ableben heiratete die Witwe 1721 in zweiter Ehe den Grafen Karl von Tige. Dieser wirtschaftete den Besitz so herunter, dass nach seinem Tode ein Konkursverfahren verhängt werden musste. Staatsminister Thaddäus Adam von Reischach erwarb 1797 die Herrschaft Wolfsegg. 1818 war Ehrenreich Ritter von Schinnern Besitzer, 1819 ging es an die elf Geschwister Querer über. Diese Aufteilung tat dem Schloss und dem Besitz nicht gut, sodass Wolfsegg unter Zwangsverwaltung gestellt werden musste.
1835 kaufte Franz von Saint Julien die Herrschaft, wobei die Familie Saint Julien-Wallsee bis heute den Besitz innehat.

## Schloss Wolfsegg heute
Das Schloss liegt auf einem Hügel oberhalb der Marktgemeinde Wolfsegg. Es ist ein Nachfolgebau aus dem 16./17. Jahrhundert einer früher bestehenden Burg, deren Reste noch erkennbar sind. Zwei tiefe Vorgräben trennten die Burg vom Vorgelände. Von diesem sind nur mehr breite Mulden erhalten. Über dem Schlosseingang ist die Jahreszahl MDXCIX angebracht, die vermutlich den Umbau der Burg zum Schloss bezeichnet. Im dreigeschoßigen Haupttrakt, einem unregelmäßigen Viereckbau, sind noch Reste der alten Burgmauer enthalten. Im Rittersaal ist ein prächtiger, sechssäuliger Türstock vom Ende des 17. Jahrhunderts zu sehen. Zwei zweigeschoßige Gangflügel führen vom Haupttrakt nach hinten und stellen die Verbindung zu dem dreigeschoßigen Parallelflügel des Haupttraktes her. Alle diese Gebäudeteile umschließen einen Innenhof. Dem Schloss gegenüber steht ein hufeisenförmiger Meierhof.
Die Schlosskapelle von 1746 ist mit Tonnengewölben und Stuck ausgestattet. Sie ist der heiligen Anna geweiht. Das Altarbild von 1746 stammt von Bartolomeo Altomonte.
Das Schloss ist von einer Parkanlage mit einem Glashaus (Palmenhaus) aus dem frühen 19. Jahrhundert und einer einfachen Mauer umgeben. Der Park ist 1721 angelegt bzw. beschrieben worden.

## Schloss Wolfsegg im Werk Thomas Bernhards
Im Werk Thomas Bernhards spielt Schloss Wolfsegg mehrmals eine Rolle. Bereits 1953 erwähnt er es als Journalist des Demokratischen Volksblattes, wobei ihn zunächst das Sprachbild Wolfsegg etymologisch interessierte. 10 Jahre später situiert er dort – jedoch ohne Ortsangabe – in Fortführung des Mordstoffes aus Hans Leberts Buch „Die Wolfshaut“ in seinem Roman „Frost“ ein Kriegsverbrechen. Noch ein Jahrzehnt weiter wird sein Drehbuch „Der Italiener“ mit speziellen Details der Wolfsegger Topographie ebendort verfilmt und zum Ende seines Lebens ist das Schloss wichtiger Schauplatz in seinem letzten Roman „Auslöschung“.

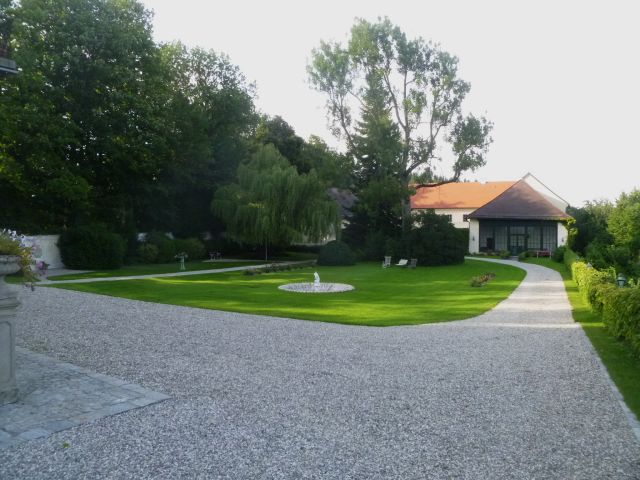
Parkanlage
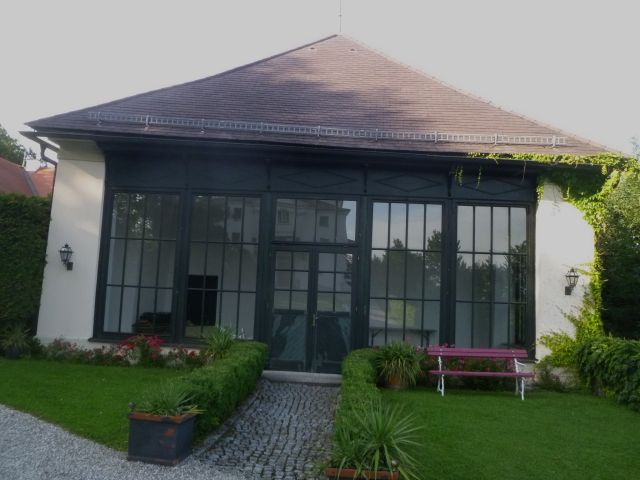
Palmenhaus im Park
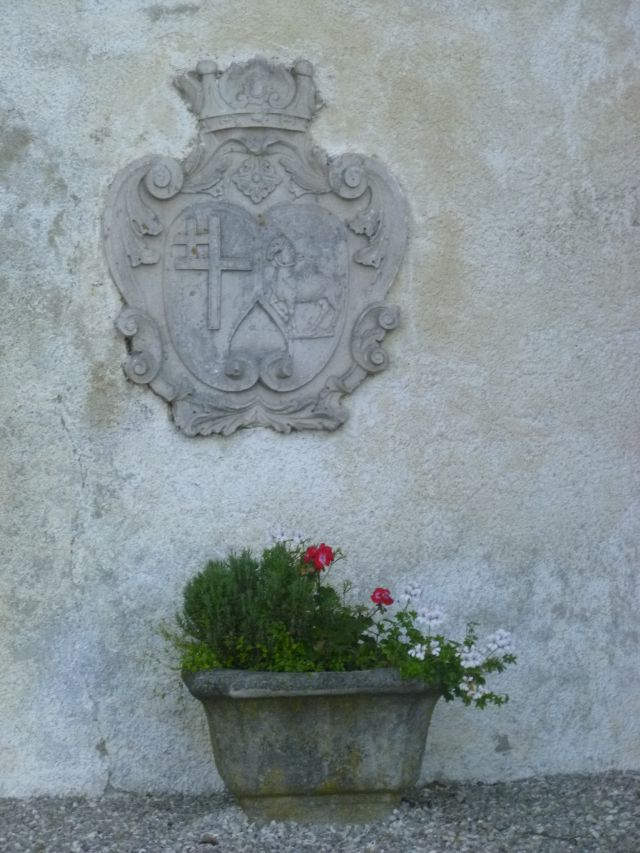
Wappen an der Parkmauer
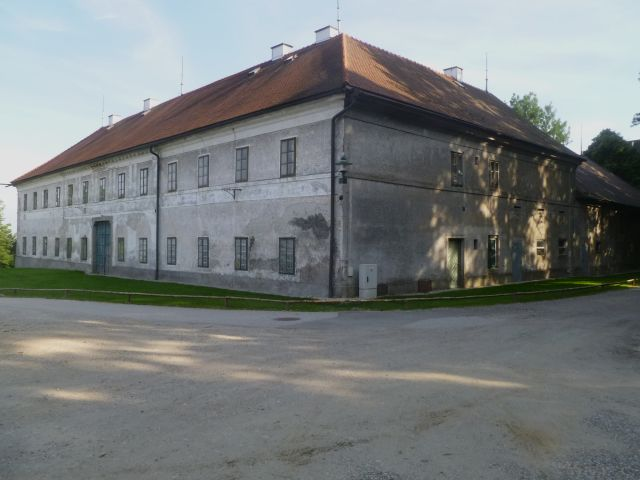
Meierhof